# Östra Vattensjön, Medelpad
Östra Vattensjön är en sjö i Ånge kommun i Medelpad och ingår i Ljungans huvudavrinningsområde. Sjön har en area på 0,493 kvadratkilometer och ligger 270,5 meter över havet. Sjön avvattnas av vattendraget Ovansjö-Vattenån.

## Delavrinningsområde
Östra Vattensjön ingår i det delavrinningsområde (693595-148422) som SMHI kallar för Mynnar i Ljungans vattendragsyta. Medelhöjden är 278 meter över havet och ytan är 16,83 kvadratkilometer. Räknas de 6 avrinningsområdena uppströms in blir den ackumulerade arean 50,75 kvadratkilometer. Ovansjö-Vattenån som avvattnar avrinningsområdet har biflödesordning 2, vilket innebär att vattnet flödar genom totalt 2 vattendrag innan det når havet efter 118 kilometer. Avrinningsområdet består mestadels av skog (87 procent). Avrinningsområdet har 0,49 kvadratkilometer vattenytor vilket ger det en sjöprocent på 2,9 procent.